# Ймовірний спадкоємець трону

Монархії в Європі

Ймовірний спадкоємець трону — представник правлячої монаршої родини або інша особа, яка має право успадкувати престол чи іншу спадкову честь, але статус якої може бути змінений народженням спадкоємця трону або нового ймовірного спадкоємця з більшими правами на відповідну посаду.
Ймовірний спадкоємець є відповідно до законодавства спадкової монархії автоматичним наступником правлячого монарха в разі його смерті або зречення від престолу, але втрачає цей статус в разі появи іншого законного спадкоємця трону, який опиниться на більш високому місці в послідовності престолонаслідування.
Зазвичай ймовірним спадкоємцем трону стає молодший брат або інший більш далекий родич правлячого монарха в разі відсутності у нього дітей, або (в ряді різновидів прімогенітури, що допускають жінок до престолонаслідування за відсутності спадкоємців чоловічої статі) донька правлячого монарха під час відсутності в нього синів.
Таким чином, в залежно від правил монархії, спадкоємцем може бути або дочка монарха (якщо чоловіки мають пріоритет перед жінками, а монарх не має синів), або старший член родини, якщо монарх бездітний або діти монарха не можуть успадкувати (коли вони є дочками та жінками в монархії де повністю заборонено успадковувати трон жінкам), або тому що діти монарха є нелегітимними, або через якусь іншу правову дискваліфікацію, наприклад, народились від морганатичного шлюбу чи в разі переходу від релігії, яку монарх, повинен сповідувати. У будь-якому випадку подальше народження законного нащадка трону в монарха може витіснити колишнього ймовірного спадкоємця новим спадкоємцем.

## Становище спадкоємця
У деяких монархіях спадкоємець в силу ipso facto носить певний титул і звання (наприклад, Бельгія, Нідерланди, Велика Британія), що також іноді трапляється і з шляхетськими власниками титулів (Іспанія, Велика Британія), але ймовірні спадкоємці таких титулів і звань не мають.
В окремих монархіях (наприклад Монако, Іспанія) перша в черзі на престолі носить спеціальний титул («Спадковий принц/принцеса Монако», «Принц/принцеса Астурії») по праву, незалежно від того, вона/він є очевидним чи ймовірним спадкоємцем трону. У більшості ж випадків ймовірний спадкоємець трону не носить особливого титулу, що його отримує очевидний спадкоємець трону. Так, наприклад, Єлизавета II не мала титулу принцеси Уельської.
Також «ймовірний спадкоємець трону» не є особливим титулом чи посадою. Скоріше це загальноприйнятний термін для особи, яка займає певне місце в порядку престолонаслідування.
В загальноприйнятому законі про спадщину в Англії та Уельсі не існує старшинства між сестрами; там, де немає спадкоємця сина, спадщина на будь-яку кількість дочок ділиться порівну. Тому певні спадкові титули можуть мати кілька одночасних спадкоємців. Оскільки титул не може мати одночасно дві людини, дві дочки (без брата), які наслідують таким чином обидві будуть спадкоємцями. За цих обставин титул насправді буде утримуватися, поки одна особа не пред'явить позову на іншу, або якщо якесь рішення прийме Корона. Існують спеціальні процедури розгляду сумнівних чи спірних справ про успадкування титулів.

## Приклади
Першими відомими ймовірними спадкоємцями трону в Київській Русі були Борис та Гліб — сини Володимира Великого та візантійської принцеси, які загинули під час міжусобних війн між іншими братами за престол Великого князівства Київського.
Також відомими ймовірними спадкоємцями трону були Маргарет Шотландська, королева Норвегії, що була спадкоємцем свого батька Олександра III, короля Шотландії до своєї смерті в 1283 році. Едвард Брюс був спадкоємцем свого брата Роберта Брюса з Шотландії, поки він не отримав престол Ірландії. Карл Валуа до своєї смерті в 1325 р. був ймовірним спадкоємцем короля Франції Карла IV.
Ймовірним спадкоємцем трону свого батька Георга VI була його старша дочка, нинішня королева Великої Британії Єлизавета II, і вона б втратила цей статус в разі народження у Георга VI сина. А сам Георг VI мав цей статус в період недовгого правління його старшого брата, бездітного короля Едуарда VIII.
У Данії в 1947—1953 роках ймовірним спадкоємцем престолу короля Фредеріка IX, який не мав синів, був його молодший брат принц Кнуд, що втратив цей статус після конституційної реформи, яка допустила до спадкоємства престолу жінок (і, отже, дочок Фредеріка IX).
Наразі ймовірною спадкоємницею іспанського трону є Леонор, що має за рішенням свого батька титул принцеси Астурійської (традиційно використовується як титул іспанського престолонаслідника), хоча вона може його втратити в разі народження у Філіпа VI сина.